# مادر (فیلم ۱۹۸۵)
«مادر» (کره‌ای: 에미; لاتین‌نویسی اصلاح‌شده: Emi یا کره‌ای: 어미; لاتین‌نویسی اصلاح‌شده: Eomi)؛ یک فیلم سینمای کره به کارگردانی Park Chul-soo است که در سال ۱۹۸۵ منتشر شد. این فیلم در جایزه ناقوس بزرگ که توسط «انجمن فیلم کره» به برترین‌های سینما در کره جنوبی اعطا می‌شود چندین جایزه ازجمله جایزه بهترین فیلم را به‌دست‌آورد.

## داستان فیلم
پس از تجاوز جنسی و به‌دنبال آن خودکشی یک دانشجوی کالج، مادرش از کسانی که مسئول هستند انتقام می‌گیرد.